# Pilsåker

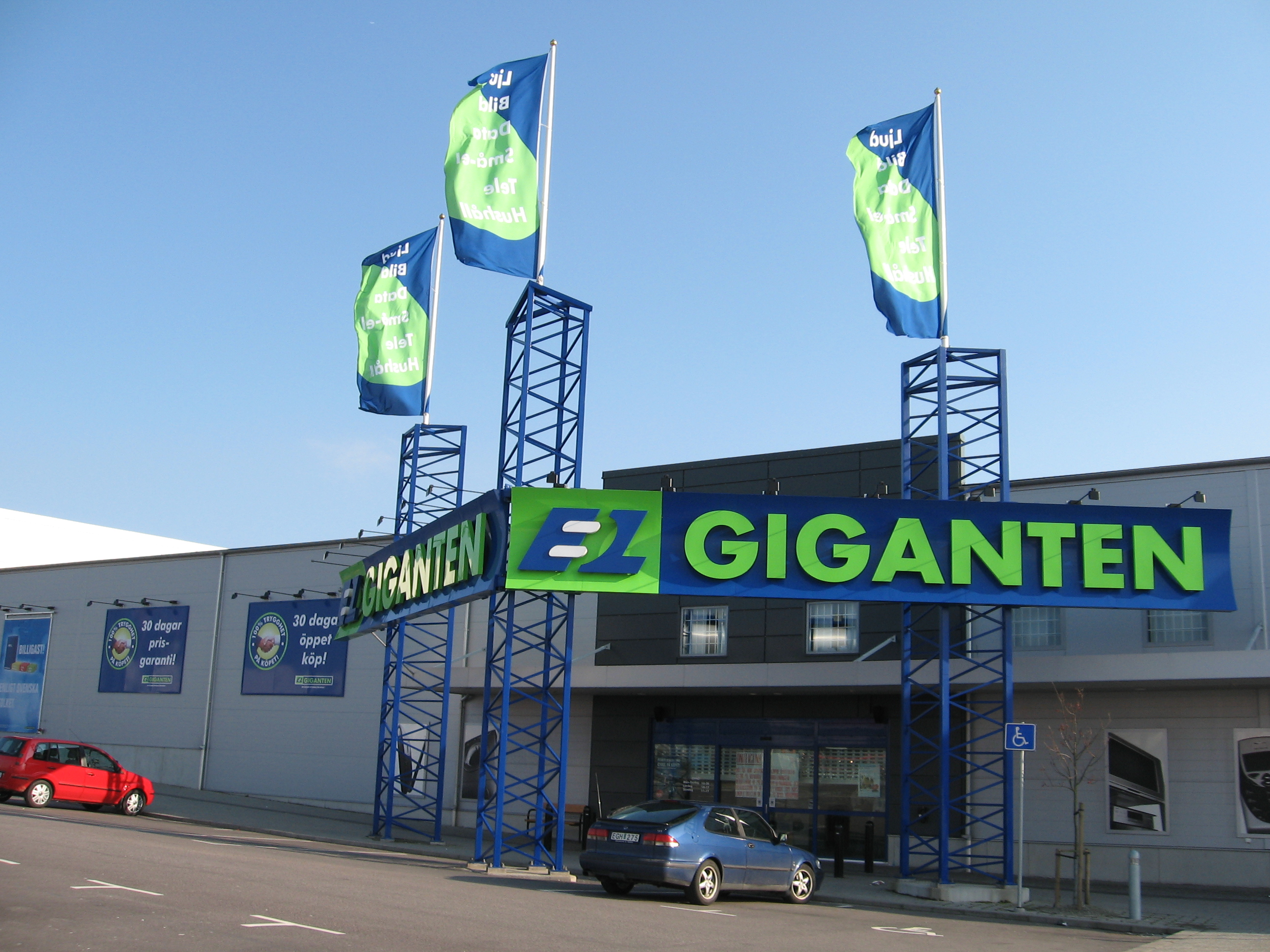
Butik Pilsåker

Pilsåker är ett handelsområde och en stadsdel i nordvästra Lund. Området började byggas några år in på 2000-talet. Området begränsas geografiskt söderut av Värpinge golfbana, i öst av Fjelierondellen och Klosters Fälad / Kobjer, norrut av Gunnesbo samt västerut av väg 108. På området finns butikskedjor inom möbler och inredning, elektronik, hus och trädgård samt bilhandlare. 
Köpcentret Nova Lund är också en stor kundmagnet på Pilsåker.
För att ta sig till området kan man köra bil, ta bussen (stadsbuss linje 5 eller regionbusslinje 137), cykla eller gå.